# Joni Eareckson Tada
Joni Eareckson Tada (* 15. Oktober 1949 in Baltimore, Maryland, USA) ist eine US-amerikanische Autorin und Künstlerin.

## Biografie
Joni Eareckson ist die jüngste von vier Schwestern.
Am 30. Juli 1967 zog sie sich bei einem Badeunfall in der Chesapeake Bay einen Halswirbelbruch zwischen dem 4. und dem 5. Halswirbel zu. Seit diesem Tag ist sie Tetraplegikerin ohne Aussicht auf Heilung. Eareckson wurde zunächst im Stadtkrankenhaus, später in den Reha-Kliniken Green Oaks und Rancho Los Alamos behandelt. Dank intensivstem Training kann sie ihre Arme bis zu einem gewissen Grad heben und senken, jedoch nicht die Finger und Handgelenke bewegen.
Früher war Eareckson begeisterte Kunstreiterin. Nach dem Unfall verkaufte sie ihre Pferde und andere für sie damals wertvolle Dinge, mit denen sie in der Zukunft nichts mehr würde anfangen können, und baute ein neues Leben auf. Eareckson ist Künstlerin und führt dabei den Pinsel mit dem Mund. Sie signiert ihre Zeichnung mit „PTL“ (Praise the Lord), da sie einen starken christlichen Glauben hat. Ihr Schicksal wurde 1979 verfilmt, wobei sie selbst die Hauptrolle spielte. Seit 1982 ist sie mit Ken Tada verheiratet, den sie 1980 in ihrer Kirchengemeinde kennenlernte. 1997 begannen bei ihr chronische Schmerzen, deren Ursache nicht feststellbar war. 2010 wurde bei ihr Brustkrebs festgestellt, wodurch ihr eine Brust entfernt werden musste. Anschließend unterzog sie sich einer  Chemotherapie, während der sie eine Lungenentzündung bekam. Die Chemotherapie war erfolgreich; sie lebt nach wie vor mit ihrem Mann in den Vereinigten Staaten.
Joni Eareckson ist Autorin von 35 Büchern, darunter ihre Autobiografie Joni, von der in 40 Sprachen über drei Millionen Exemplare verkauft wurden. Ihre Hauptthemen sind Umgang mit Leiden und Behinderung, Lebensrecht für Behinderte, Euthanasie und christliche Andachten.
1979 gründete sie Joni and Friends International Disability Center, ein christliches Hilfswerk für Behinderte, das tägliche Radiosendungen ausstrahlt, Ferien für Behinderte und ihre Familien anbietet, in der Wheels for the World-Aktion alte Rollstühle sammelt und für die Dritte Welt restauriert und christliche Gemeinden im Umgang mit Behinderten unterrichtet.
Eareckson Tada hat eine beratende Funktion beim Lausanner Komitee für Weltevangelisation für den Bereich Behindertenarbeit.
Für ihre Arbeit erhielt sie vier Ehrendoktorate und mehrere Auszeichnungen von Behindertenorganisationen. Auch als Autorin christlicher Bücher wurde sie ausgezeichnet.
Joni Eareckson Tada sang das Titellied Alone Yet Not Alone zum gleichnamigen Kinofilm, der in der Kategorie „Bestes Originallied“ für den Oscar nominiert wurde. Das Lied wurde jedoch disqualifiziert, nachdem bekannt wurde, dass Bruce Broughton, einer der Songwriter, versucht hatte, die Jury zu beeinflussen.

## Werke
- Joni: die Biographie, Gerth Medien, Aßlar 1976, ISBN 978-3-89437-598-0.
- Joni – der nächste Schritt (zusammen mit Steve Estes), Gerth Medien, Aßlar 1987, ISBN 978-3-87739-511-0.
- In seiner Hand geborgen: Gottes Kraft im Alltag unseres Lebens, Gerth Medien, Aßlar 1995, ISBN 978-3-89437-320-7.
- Sterben dürfen, Neukirchener Verlagsgesellschaft, Neukirchen-Vluyn 1995, ISBN 978-3-7615-1065-0.
- Wie das Licht nach der Nacht: Hoffnung, die im Leiden trägt, Christliche Literatur-Verbreitung, Bielefeld 1999, 2. Aufl. 2005, ISBN 978-3-89397-645-4, PDF.
- Spiel mir das Lied vom Himmel. Was die Bibel über den Himmel sagt, Hänssler Verlag, Holzgerlingen 1999, ISBN 978-3-7751-3278-7.
- Weil Du mich nie vergisst: 31 Ermutigungen (Dt. von Angela Klein-Esselborn), Brunnen Verlag, Gießen 2015, ISBN 978-3-7655-0939-1.
- Joni Eareckson Tada, Ken Tada, Larry Libby: Joni & Ken. Deine Liebe schenkt mir Flügel. 2. Auflage. Brunnen Verlag, Gießen 2014, ISBN 978-3-7655-1849-2 (amerikanisches Englisch: Joni & Ken. Übersetzt von Anja Findeisen-MacKenzie).

## Filmografie (Auswahl)
- 1979: Joni
- 2007–2009: Joni and Friends (Fernsehserie)
- 2019: The Long Goodbye – The Kara Tippetts Story